# Coupe de Tunisie de football 1992-1993
Navigation
Coupe de Tunisie 1991-1992 Coupe de Tunisie 1993-1994
La coupe de Tunisie de football 1992-1993 est la 37e édition de la coupe de Tunisie depuis 1956, et la 62e en tenant compte des éditions jouées avant l'indépendance. Elle est organisée par la Fédération tunisienne de football (FTF).
Elle est remportée pour la première fois par l'Olympique de Béja, qui bat l'Avenir sportif de La Marsa aux tirs au but.

## Résultats

### Premier tour
Ce tour est disputé entre les clubs de division 3 et division 4, 42 au Nord et 42 au Sud. 
- Avenir populaire de Soliman - Union sportive El Ansar : 3 - 2
- Club medjezien - Étoile sportive de Gaâfour : 3 - 0
- Club sportif des municipaux - Association sportive Ittihad : 0 - 1
- Étoile sportive de Radès - Baâth sportif de Mohamedia : 0 - 1
- Jendouba Sports - Association sportive de l'Ariana : 1 - 0
- Étoile sportive du Fahs - Jeunesse sportive de La Manouba : 1 - 1 (t. a. b. : 2 - 1)
- Jeunesse sportive d'El Omrane - Stade nabeulien : 0 - 2
- Dahmani Athlétique Club - Football Club de Jérissa : 2 - 2 (t. a. b. : 3 - 1)
- Étoile sportive de Tajerouine - Tinja Sport : 1 - 1 (t. a. b. : 5 - 4)
- Association sportive de Ghardimaou - Astre sportif de Menzel Jemil : 1 - 0
- Jeunesse sportive de Tebourba - Avenir sportif du Kef Barnoussa : 1 - 0
- Union sportive de Siliana - Club sportif de Bargou :  4 - 1
- Club sportif de Korba - Sporting Club de Ben Arous : 2 - 0
- Club sportif de Makthar - STIR sportive de Zarzouna : 1 - 3
- El Alia Sport - Étoile sportive khmirienne (Aïn Draham) : 1 - 1 (t. a. b. : 8- 7)
- El Ahly Mateur - Union sportive de Djedeida : 2 - 1
- Croissant sportif de M'saken - Mouldia sportive de Den Den : 0 - 2
- Enfida Sports - Union sportive de Sidi Bou Ali : 4 - 1
- Espoir sportif de Hammam Sousse - Stade soussien : 1 - 1 (t. a. b. : 2 - 3)
- Hirondelle sportive de Kalâa Kebira - Étoile olympique La Goulette Kram : 4 - 1
- Association sportive de Hammamet - Kalâa Sport : 1 - 1 (t. a. b. : 3 - 4)
- Chehab sportif de Ouerdanine - Avenir sportif de Rejiche :  1 - 0
- Jeunesse sportive de Rogba - Union sportif de Ksibet el-Médiouni : Forfait
- Association sportive de Djerba - Étoile sportive de Métlaoui : 1 - 0
- Wided sportif d'El Hamma - Avenir sportif de Gabès : 1 - 0
- Union sportive de Sayada - Étoile sportive de Gabès : 1 - 2
- Association sportive de Mahrès - Croissant sportif chebbien : 1 –2
- Union sportive de Ben Guerdane - Badr sportif d'El Aïn : Forfait
- Étoile sportive de Fériana - Club olympique de Sidi Bouzid : 1 - 0
- Club sportif de Nefta - Gazelle sportive de Moularès : 2 - 1
- Aigle sportif de Jilma - Gazelle sportive de Bekalta : 2 - 0
- Club Ahly de Sfax - Union sportive de Sbeïtla : 1 - 0
- Club sportif de Khniss - Jeunesse sportive de Ouedhref : 3 - 2
- Espoir sportif de Haffouz - Progrès sportif de Sakiet Eddaïer : 1 - 0
- Flambeau sportif de Sahline - Sporting Club de Moknine : 1 - 3
- El Makarem de Mahdia - Avenir sportif de Tozeur : 1 - 0
- Stade gabésien - Astre sportif de Degache : Forfait
- Olympique de Médenine - Union sportive de Métouia : 2 - 0
- Football Mdhilla Club - Croissant sportif de Redeyef : 0 - 2
- Ennahdha sportive de Jemmel - Oasis sportif de Chenini : Forfait
- Flèche sportive de Gafsa-Ksar - Mareth Sport : 3 - 1
- Stade sportif sfaxien  Stade sportif gafsien : 2 - 0

### Deuxième tour
Le tour voit la participation de 72 clubs : 42 qualifiés du premier tour, les quatorze clubs de Ligue II, appelée alors division d'honneur, et les seize représentants des ligues régionales. Les matchs sont disputés le 12 décembre 1993.
- Avenir sportif d'Oued Ellil (Ligue II) - Club olympique des transports (Ligue II) : 0 - 1
- Avenir populaire de Soliman - Association Mégrine Sport (Ligue II) : 0 - 1
- Club medjezien - Stade sportif de Téboursouk (Ligue Nord) : 5 - 3
- Club sportif de Menzel Bouzelfa (Ligue Tunis/Cap Bon) - Grombalia Sports (Ligue II) : 0 - 1
- Association sportive Ittihad - Baâth sportif de Mohamedia : 2 - 1
- Union sportive de Bousalem (Ligue II) – Vague sportive de Menzel Abderrahmane (Ligue Nord) : 4 - 1
- Olympique du Kef (Ligue II) - Jendouba Sports : 1 - 0
- Étoile sportive du Fahs - Stade nabeulien :  2 - 1
- Dahmani Athlétique Club - Association sportive de Ghardimaou : 3 - 1
- Jeunesse sportive de Tebourba - Étoile sportive de Béni Khalled (Ligue II) : 3 - 1
- Safia sportive de Ksour (Ligue Nord-Ouest) - Union sportive de Siliana :  1 - 0
- Club sportif des cheminots (Ligue II) - Club sportif de Korba : 3 - 2
- Thala Sport (Ligue Nord-Ouest) bat Étoile sportive de Tajerouine
- STIR sportive de Zarzouna - Stade africain de Menzel Bourguiba (Ligue II) : 1 - 0
- El Alia Sport - El Ahly Mateur : 1 - 3
- Mouldia sportive de Den Den - Jeunesse sportive métouienne (Ligue Tunis/Cap Bon) : 3 - 4
- Enfida Sports - Chehab sportif de Ouerdanine :  2 - 1
- Stade sportif de Zarat (Ligue Sud-Est) - Jeunesse sportive de Rogba : 0 - 2
- Association sportive de Djerba - Wided sportif d'El Hamma : 2 - 1
- Espérance sportive de Zarzis (Ligue II) - Étoile sportive de Gabès : 3 - 1
- Kerkennah Sport (Ligue Sud) - Croissant sportif chebbien : 1 - 1 (t. a. b. : 3 - 2)
- Hirondelle sportive de Kalâa Kebira - STIA Sousse (Ligue II) : 1 - 2
- Kalâa Sport - Étoile sportive de Oueslatia (Ligue Centre) :  3 - 1
- La Palme sportive de Tozeur (Ligue II) - Oasis sportive de Kébili (Ligue Sud-Ouest) :  2 - 1
- Union sportive de Ben Guerdane - Espoir sportif de Jerba Midoun (Ligue Sud-Est) :  2 - 1
- Étoile sportive de Fériana - Club sportif de Nefta : 0 - 1
- Aigle sportif de Jilma - Club Ahly de Sfax : 2 - 1
- Stade soussien - Club sportif de Khniss : 3 - 0
- Espoir sportif de Haffouz bat Sporting Club de Moknine
- El Makarem de Mahdia - Union sportive de Ksour Essef (Ligue Centre Est) : 2- 1
- Stade gabésien - Olympique de Médenine : 0 - 2
- Nouhoudh sportif de Sidi Alouane (Ligue Centre Est) - Club sportif hilalien (Ligue II) : 1 - 0
- Mine sportive de Métlaoui (Ligue Sud-Ouest) - Croissant sportif de Redeyef : 2 - 2 (t. a. b. : 2 - 4)
- Ennahdha sportive de Jemmel - Lion sportif de Ksibet Sousse (Ligue Centre) : 2 - 2 (t. a. b. : 3 - 2)
- Flèche sportive de Gafsa-Ksar -  El Gawafel sportives de Gafsa-Ksar (Ligue II) : 1 - 2
- Avenir sportif de Hencha (Ligue Sud) - Stade sportif sfaxien : 0 - 4

### Troisième tour éliminatoire
Les matchs sont disputés le 17 janvier 1993 entre les 36 équipes qualifiées du deuxième tour.
- Club olympique des transports - Enfida Sports : 2 - 0
- Croissant sportif de Redeyef - Ennahdha sportive de Jemmel : 4 - 0
- Club sportif des cheminots - Thala Sport : 9 - 0
- STIR sportive de Zarzouna - Stade soussien : 1 - 1 (t. a. b. : 4 - 2)
- Association Mégrine Sport - Club medjezien : 3 - 1
- Grombalia Sports - Association sportive Ittihad : 2 - 1
- Union sportive de Bousalem - Olympique du Kef : 2 - 1
- El Gawafel sportives de Gafsa-Ksar - Stade sportif sfaxien : Pénalité
- Étoile sportive du Fahs - Dahmani Athlétique Club : 2 - 3
- Jeunesse sportive de Tebourba - Safia sportive de Ksour : 3 - 0
- El Ahly Mateur - Jeunesse sportive métouienne : 3 - 1
- Jeunesse sportive de Rogba - Association sportive de Djerba : 3 - 0
- Espérance sportive de Zarzis - Kerkennah Sport : 3 - 1
- STIA Sousse - Kalâa Sport : 1 - 0
- La Palme sportive de Tozeur - Union sportive de Ben Guerdane : Forfait
- Club sportif de Nefta- Aigle sportif de Jilma : 0 - 0 (t. a. b. : 4 - 3)
- Espoir sportif de Haffouz - El Makarem de Mahdia : 0 - 1
- Olympique de Médenine - Nouhoudh sportif de Sidi Alouane : 5 - 2

### Seizièmes de finale
32 équipes participent à ce tour, les 18 qualifiés du tour précédent et les quatorze clubs de la division nationale (Ligue I). Les matchs sont joués le 7 février 1993, à l'exception du match entre l'Olympique de Médenine et l'Espérance sportive de Tunis disputé le 7 mars 1993.
| Équipe 1                           | Équipe 2                       | Score 90' | Score 120' | Tirs au but |
| ---------------------------------- | ------------------------------ | --------- | ---------- | ----------- |
| Club olympique des transports      | Croissant sportif de Redeyef   | 4 - 0     |            |             |
| Stade tunisien                     | Union sportive monastirienne   | 1 - 1     | 1 - 1      | 3 - 1       |
| Union sportive de Bousalem         | Jeunesse sportive kairouanaise | 0 - 1     |            |             |
| El Gawafel sportives de Gafsa-Ksar | Avenir sportif de La Marsa     | 1 - 2     |            |             |
| Club africain                      | Dahmani Athlétique Club        | 10 - 0    |            |             |
| Étoile sportive du Sahel           | Club sportif de Hammam Lif     | 0 - 0     | 0 - 0      | 4 - 3       |
| Club athlétique bizertin           | Jeunesse sportive de Tebourba  | 3 - 0     |            |             |
| Avenir sportif de Kasserine        | El Ahly Mateur                 | 2 - 0     |            |             |
| Jeunesse sportive de Rogba         | Espérance sportive de Zarzis   | 1 - 1     | 1 - 1      | 2 - 4       |
| Olympique de Béja                  | STIA Sousse                    | 1 - 0     |            |             |
| La Palme sportive de Tozeur        | Océano Club de Kerkennah       | 0 - 0     | 0 - 1      |             |
| Sfax railway sport                 | Club sportif sfaxien           | 1 - 1     | 2 - 2      | 2 - 4       |
| Association Mégrine Sport          | Grombalia Sports               | 1 - 0     |            |             |
| Club sportif de Nefta              | Club sportif des cheminots     | 0 - 1     |            |             |
| STIR sportive de Zarzouna          | El Makarem de Mahdia           | 2 - 1     |            |             |
| Olympique de Médenine              | Espérance sportive de Tunis    | 0 - 1     |            |             |

### Huitièmes de finale
| Date         | Équipe 1                       | Équipe 2                     | Score 90' | Score 120' | Tirs au but |
| ------------ | ------------------------------ | ---------------------------- | --------- | ---------- | ----------- |
| 4 avril 1993 | Stade tunisien                 | Étoile sportive du Sahel     | 0 - 2     |            |             |
| 4 avril 1993 | Avenir sportif de La Marsa     | Océano Club de Kerkennah     | 1 - 0     |            |             |
| 4 avril 1993 | STIR sportive de Zarzouna      | Avenir sportif de Kasserine  | 1 - 1     | 1 - 1      | 7 - 6       |
| 4 avril 1993 | Jeunesse sportive kairouanaise | Espérance sportive de Zarzis | 3 - 0     |            |             |
| 4 avril 1993 | Olympique de Béja              | Club athlétique bizertin     | 3 - 0     |            |             |
| 4 avril 1993 | Club sportif des cheminots     | Association Mégrine Sport    | 0 - 3     |            |             |
| 4 avril 1993 | Espérance sportive de Tunis    | Club sportif sfaxien         | 1 - 0     |            |             |
| 4 avril 1993 | Club olympique des transports  | Club africain                | 1 - 2     |            |             |

### Quarts de finale
| Date         | Équipe 1                    | Équipe 2                       | Score 90' | Score 120' | Tirs au but |
| ------------ | --------------------------- | ------------------------------ | --------- | ---------- | ----------- |
| 1er mai 1993 | STIR sportive de Zarzouna   | Avenir sportif de La Marsa     | 0 - 0     | 0 - 0      | 1 - 3       |
| 1er mai 1993 | Espérance sportive de Tunis | Association Mégrine Sport      | 6 - 2     |            |             |
| 1er mai 1993 | Étoile sportive du Sahel    | Club africain                  | 2 - 2     | 2 - 2      | 5 - 4       |
| 1er mai 1993 | Olympique de Béja           | Jeunesse sportive kairouanaise | 1 - 1     | 1 - 1      | 7 - 6       |

### Demi-finales
| Date        | Équipe 1                    | Équipe 2                 | Score 90' |
| ----------- | --------------------------- | ------------------------ | --------- |
| 30 mai 1993 | Avenir sportif de La Marsa  | Étoile sportive du Sahel | 4 - 0     |
| 30 mai 1993 | Espérance sportive de Tunis | Olympique de Béja        | 0 - 1     |

### Finale
| Date         | Équipe 1          | Équipe 2                   | Score 90' | Score 120' | Tirs au but |
| ------------ | ----------------- | -------------------------- | --------- | ---------- | ----------- |
| 13 juin 1993 | Olympique de Béja | Avenir sportif de La Marsa | 0 - 0     | 0 - 0      | 3 - 1       |

La rencontre est dirigée par l'arbitre Abderrazak Sediri, secondé par Abderrahman Mokrani et Laâroussi Mansri, alors que Habib Nani est quatrième arbitre.
Les formations alignées sont :
- Olympique de Béja (entraîneur : Andrzej Platek) : Haykel Guezmir - Ali Ben Ayed, Kamel Guettiti, Azaiez Dridi, Moncef Fathalli, Lamri Boudjemaâ, Maher Sdiri, Lotfi Ben Sassi (puis Zyed Youzbachi), Chérif Guettai (puis Kefli Ayari), Hédi Mokrani, Nabil Bechaouch
- Avenir sportif de La Marsa (entraîneur : Rachid Mekhloufi) : Sofian Khabir - Mohamed Gasri, Anouar Ben Abdallah, Sabri Jaballah, Yacine Ben Ahmed, Hichem Louici, Mourad Mejdoub, George Timiș, Adel Jebbari, Fethi Oueslati, Wahbi Echi (puis Abdelbasset Sayari)

## Meilleurs buteurs
Lotfi Sellimi (CA) est le meilleur buteur de la compétition avec cinq buts marqués, tous contre le Dahmani Athlétique Club. Il devance son coéquipier Houssem Belhaj Ali, auteur de quatre buts. 